# Six Feet Under (TV-serie)
Six Feet Under är en amerikansk dramaserie som visades på HBO. TV-serien kretsar kring den begravningsfirma som drivs av den dysfunktionella familjen Fisher. Six Feet Under har rönt stor uppmärksamhet och blivit belönad med Emmy- och Golden Globe-priser. Första avsnittet sändes i USA i juni 2001. Serien avslutades den 21 augusti 2005 i USA efter fem säsonger.

## Handling
I pilotavsnittet blir tittaren introducerad till familjen Fisher som driver begravningsbyrån Fisher and Sons Funeral Home i Pasadena, Kalifornien. Äldste sonen Nate har rest från Seattle till Kalifornien för att fira jul. Under flygresan träffar han en kvinna vid namn Brenda och de båda har sex direkt efter att de anlänt till flygplatsen. Under akten ringer yngste brodern David och meddelar att deras dominante far Nathaniel blivit påkörd av en buss under färden i firmans nyinköpta begravningsbil och omkommit. David ringer även till dottern i familjen, Claire, som sekunderna innan samtalet rökt crystal meth och drabbas av tyngden i samtalet mitt under ruset. Modern Ruth verkar på ytan samlad men allteftersom dödsbeskedet om hennes man blir verkligt, drabbas hon av enorma skuldkänslor och hon erkänner för sönerna att hon varit honom otrogen den sista tiden.

## Rollista (urval)
- Peter Krause - Nate Fisher
- Michael C. Hall - David Fisher
- Frances Conroy - Ruth Fisher Sibley
- Lauren Ambrose - Claire Fisher
- Richard Jenkins - Nathaniel Fisher
- Freddy Rodriguez - Federico Diaz
- Mathew St. Patrick - Keith Charles
- Rachel Griffiths - Brenda Chenowith Fisher

## Musik
Två soundtrack-album har släppts med musik som förekommit i serien:
- Six Feet Under: Soundtrack
- Six Feet Under: Everything Ends

## Avsnitt

### Säsong 1
1. Pilot  (Manus: Alan Ball; Regi: Alan Ball )
2. The Will  (Manus: Christian Williams; Regi: Miguel Arteta )
3. The Foot  (Manus: Bruce Eric Kaplan; Regi: John Patterson )
4. Familia  (Manus: Lawrence Andries; Regi: Lisa Cholodenko )
5. An Open Book  (Manus: Alan Ball; Regi: Kathy Bates )
6. The Room  (Manus: Christian Taylor; Regi: Rodrigo García )
7. Brotherhood  (Manus: Christian Williams; Regi: Jim McBride )
8. Crossroads  (Manus: Laurence Andries; Regi: Allen Coulter )
9. Life's Too Short  (Manus: Christian Taylor; Regi: Jeremy Podeswa )
10. The New Person  (Manus: Bruce Eric Kaplan; Regi: Kathy Bates )
11. The Trip  (Manus: Rick Cleveland; Regi: Michael Engler )
12. A Private Life  (Manus: Kate Robin; Regi: Rodrigo García )
13. Knock, Knock  (Manus: Alan Ball; Regi: Alan Ball )

### Säsong 2
1. In the Game  (Manus: Alan Ball; Regi: Rodrigo García )
2. Out, Out Brief Candle  (Manus: Laurence Andries; Regi: Kathy Bates )
3. The Plan  (Manus: Kate Robin; Regi: Rose Troche )
4. Driving Mr. Mossback  (Manus: Rick Cleveland; Regi: Michael Cuesta )
5. The Invisible Woman  (Manus: Bruce Eric Kaplan; Regi: Jeremy Podeswa )
6. In Place of Anger  (Manus: Christian Taylor; Regi: Michael Engler )
7. Back to the Garden  (Manus: Jill Soloway; Regi: Dan Attias )
8. It's the Most Wonderful Time of the Year  (Manus: Scott Buck; Regi: Alan Taylor )
9. Someone Else's Eyes  (Manus: Alan Ball; Regi: Michael Cuesta )
10. The Secret  (Manus: Bruce Eric Kaplan; Regi: Alan Poul )
11. The Liar and the Whore  (Manus: Rick Cleveland; Regi: Miguel Arteta )
12. I'll Take You  (Manus: Jill Soloway; Regi: Michael Engler )
13. The Last Time  (Manus: Kate Robin; Regi: Alan Ball )

### Säsong 3
1. Perfect Circles  (Manus: Alan Ball; Regi: Rodrigo García )
2. You Never Know  (Manus: Scott Buck; Regi: Michael Cuesta )
3. The Eye Inside  (Manus: Kate Robin; Regi: Michael Engler )
4. Nobody Sleeps  (Manus: Rick Cleveland och Alan Ball; Regi: Alan Poul )
5. The Trap  (Manus: Bruce Eric Kaplan; Regi: Jeremy Podeswa )
6. Making Love Work  (Manus: Jill Soloway; Regi: Kathy Bates )
7. Timing and Space  (Manus: Craig Wright; Regi: Nicole Holofcener )
8. Tears, Bones and Desire  (Manus: Nancy Oliver; Regi: Dan Attias )
9. The Opening  (Manus: Kate Robin; Regi: Karen Moncrieff )
10. Everyone Leaves  (Manus: Scott Buck; Regi: Dan Minahan )
11. Death Works Overtime  (Manus: Rick Cleveland; Regi: Dan Attias )
12. Twilight  (Manus: Craig Wright; Regi: Kathy Bates )
13. I'm Sorry, I'm Lost  (Manus: Jill Soloway; Regi: Alan Ball )

### Säsong 4
1. Falling into Place  (Manus: Craig Wright; Regi: Michael Cuesta )
2. In Case of Rapture  (Manus: Rick Cleveland; Regi: Dan Attias )
3. Parallel Play  (Manus: Jill Soloway; Regi: Jeremy Podeswa )
4. Can I Come Up Now?  (Manus: Alan Ball; Regi: Dan Minahan )
5. That's My Dog  (Manus: Scott Buck; Regi: Alan Poul )
6. Terror Starts at Home  (Manus: Kate Robin; Regi: Miguel Arteta )
7. The Dare  (Manus: Bruce Eric Kaplan; Regi: Peter Webber )
8. Coming and Going  (Manus: Nancy Oliver; Regi: Dan Attias )
9. Grinding the Corn  (Manus: Rick Cleveland; Regi: Alan Caso )
10. The Black Forest  (Manus: Jill Soloway & Craig Wright; Regi: Peter Care )
11. Bomb Shelter  (Manus: Scott Buck; Regi: Nicole Holofcener )
12. Untitled  (Manus: Nancy Oliver; Regi: Alan Ball )

### Säsong 5
1. A Coat of White Primer  (Manus: Kate Robin; Regi: Rodrigo Garcia )
2. Dancing for Me  (Manus: Scott Buck; Regi: Dan Attias )
3. Hold My Hand  (Manus: Nancy Oliver; Regi: Jeremy Podeswa )
4. Time Flies  (Manus: Craig Wright; Regi: Alan Poul )
5. Eat a Peach  (Manus: Rick Cleveland; Regi: Dan Minahan )
6. The Rainbow of Her Reasons  (Manus: Jill Soloway; Regi: Mary Harron )
7. The Silence  (Manus: Bruce Eric Kaplan; Regi: Joshua Marston )
8. Singing for Our Lives  (Manus: Scott Buck; Regi: Matt Shakman )
9. Ecotone  (Manus: Nancy Oliver; Regi: Dan Minahan )
10. All Alone  (Manus: Kate Robin; Regi: Adam Davidson )
11. Static  (Manus: Craig Wright; Regi: Michael Cuesta )
12. Everyone's Waiting  (Manus: Alan Ball; Regi: Alan Ball )